# رافائل دوس آنجوس
رافائل دوس آنجوس (انگلیسی: Rafael dos Anjos؛ زادهٔ ۲۶ اکتبر ۱۹۸۴) ورزشکار هنرهای رزمی ترکیبی اهل برزیل است. وی از سال ۲۰۰۴ میلادی تاکنون مشغول فعالیت بوده‌است.
دوس آنجوس یک رزمی‌کار ترکیبی حرفه‌ای برزیلی-آمریکایی است. او در حال حاضر در بخش‌های سبک وزن و میان وزن مسابقات قهرمانی مبارزه نهایی (سازمان یواف‌سی) رقابت می‌کند. او که از سال ۲۰۰۴ به صورت حرفه‌ای فعالیت می‌کند، قهرمان سابق سبک وزن یواف‌سی نیز هست.